# Saint-Laurent-du-Pape

Saint-Laurent-du-Pape este o comună în departamentul Ardèche din sud-estul Franței. În 1 ianuarie 2022 avea o populație de 1.617 de locuitori.